# شماره‌های تلفن در لسوتو
شماره تلفن در لسوتو دارای ساختاری هشت‌رقمی است و با پیش‌شمارهٔ بین‌المللی +۲۶۶ آغاز می‌شود. این کد در اواخر دههٔ ۱۹۶۰ توسط اتحادیه بین‌المللی مخابرات (ITU) به کشور لسوتو اختصاص یافت.پیش از آن، شماره‌های تلفن لسوتو بخشی از طرح شماره‌گذاری تلفن در آفریقای جنوبی بودند و تماس با لسوتو از داخل آفریقای جنوبی از طریق کد منطقه‌ای ۰۵۰ امکان‌پذیر بود. به عنوان مثال، برای تماس با ماسرو، پیش‌شمارهٔ ۰۵۰۱ و برای مازنود، ۰۵۰۲۲ به کار می‌رفت.
پس از اصلاحات ساختاری در سیستم مخابراتی، لسوتو به شماره‌گذاری مستقل با فرمت هشت‌رقمی روی آورد. در حال حاضر، شماره‌های تلفن در لسوتو به صورت هشت‌رقمی و با فرمت «XX XXX XXX» تنظیم می‌شوند. دو رقم اول این شماره‌ها نشان‌دهندهٔ منطقه یا نوع سرویس خاص هستند. برای تماس با لسوتو از خارج از کشور، باید ابتدا کد کشور +۲۶۶ و سپس شمارهٔ داخلی وارد شود.

## پیشینه
پیش از تغییرات اخیر، سیستم شماره‌گذاری لسوتو تحت طرح شماره‌گذاری آفریقای جنوبی قرار داشت. برای تماس با لسوتو از آفریقای جنوبی، شماره‌گیرنده باید از کد ۰۵۰ استفاده می‌کرد. تماس با ماسرو از طریق کد ۰۵۰۱ و تماس با مازنود از کد ۰۵۰۲۲ بهره‌برداری می‌شد.

## ساختار شماره‌ها
کد کشور: +۲۶۶
پیش‌شماره بین‌المللی: ۰۰
پیش‌شماره داخلی: ندارد
تعداد ارقام شماره‌ها: ۸

## نمونه‌ای از شماره‌ها
تماس از خارج کشور: ‌+۲۶۶ XXXXXXXX
تماس بین‌المللی از لسوتو: ۰۰ + کد کشور مقصد + شماره مقصد